# Nostra Senyora de Gràcia de Puigcerdà
Nostra Senyora de Gràcia de Puigcerdà és una església gòtica de Puigcerdà (Baixa Cerdanya) inclosa a l'Inventari del Patrimoni Arquitectònic de Catalunya.

## Descripció
Construcció d'una sola nau, arcs de pedra apuntats i volta d'aresta. L'absis és semicircular, amb volta d'aresta gòtica i clau.
Al costat de ponent s'obren tres finestrals geminats amb vitralls. Contraforts exteriors i sòcol important.
Cor de fusta als peus. Portada amb dovelles de pedra, òcul i fornícula damunt el portal. Petit campanar coronant la façana.

## Història
La capella de la Mare de Déu de Gràcia és originària del segle xv i es construí gràcies a les donacions de Jaume Mercader, Veguer de la Cerdanya i Batlle de Puigcerdà.
La seva consagració va tenir lloc el 2 de juliol de 1482.
Els francesos la van malmetre l'any 1793 i fou restaurada el 1795.